# Collotheca annulata
Collotheca annulata är en hjuldjursart som först beskrevs av Hood 1888.  Collotheca annulata ingår i släktet Collotheca och familjen Collothecidae. Inga underarter finns listade i Catalogue of Life.